# Anubias pynaertii
Anubias pynaertii là một loài thực vật có hoa trong họ Ráy (Araceae). Loài này được De Wild. mô tả khoa học đầu tiên năm 1910.